# Državna cesta D121
D121 je državna cesta u Hrvatskoj. 
Cesta spaja naselja Murter i Tisno na otoku Murteru s Jadranskom magistralom (D8).
Ukupna duljina iznosi 14 km.